# Western Automobile Company (Washington)
Western Automobile Company war ein US-amerikanischer Hersteller von Automobilen aus dem Bundesstaat Washington.

## Unternehmensgeschichte
Das Unternehmen wurde im September 1915 in Seattle gegründet. Beteiligt waren C. A. Cawley, G. L. Grant und S. W. North. Noch im gleichen Jahr entstanden Prototypen. Im März 1916 begann die Produktion von Automobilen. Der Markenname lautete Waco. 1917 endete die Produktion.
Es bestanden keine Verbindungen zur Western Automobile Company aus Colorado und zur Western Automobile Company aus Illinois.

## Fahrzeuge
Im Angebot stand nur ein Modell. Es hatte einen Vierzylindermotor von GB & S. Er war mit 22,5 PS eingestuft, leistete aber 37 PS. Das Fahrgestell hatte 284 cm Radstand. Zur Wahl standen offene Tourenwagen und Roadster. Der Neupreis betrug 950 US-Dollar.